# Dana Colley
Dana Colley (Portland, 17 oktober 1961) is een Amerikaanse saxofonist die vooral bekend is van de alternatieve-rockband Morphine.
In 1989 formeerde hij samen met frontman Mark Sandman de alternatieve rockband Morphine, waarin het donkere geluid van zijn bariton-saxofoon bijdroeg aan een herkenbare sound.
Hij heeft ook meegespeeld op het dEUS-nummer Supermarketsong uit In a Bar, Under the Sea.
Na het overlijden van Mark Sandman speelde hij met Orchestra Morphine de muziek van Mark Sandman in een alternatieve big band setting. Daarna speelde hij in Twinemen en Vapors of Morphine.